# سالي هنت
سالي هنت (بالإنجليزية: Sally Hunt)‏ هي نقابية بريطانية، ولدت في القرن العشرين.